# Історія Індонезії

Індонезія

Історія Індонезії — історія Республіки Індонезії, а також інших державних утворень, колоніальних володінь та інших людських спільнот, що існували раніше на території цієї країни.
У доісторичні часи на території Індонезії знаходилися одні з найбільш ранніх ареалів стародавніх людей. Її заселення людиною розумною почалося близько 45 000 років тому, надалі мало місце декілька великих міграційних хвиль з континентальної частини Азії. Формування державних утворень почалось у I—III століттях н. е. Найбільшими середньовічними державами були Шривіджая (VII—XIII століття) і Маджапагіт (XIII—XVI століття), які поширили свій контроль на значну частину Малайського архіпелагу.
У XVI столітті розпочалось проникнення голландських колонізаторів, які до початку XX століття об'єднали під своєю владою практично усю територію сучасної Індонезії в складі володіння Нідерландської Ост-Індії.
Незалежність країни була проголошена 17 серпня 1945 року після її трирічної окупації збройними силами Японії. Становлення суверенної держави супроводжувалось тривалою збройною боротьбою з голландцями, які намагалися відновити свій контроль над колишньою колонією. Найважливішими етапними пунктами сучасної історії були політична криза 1965 року, що завершилась встановленням в країні військового режиму, і масштабні ліберально-демократичні перетворення кінця 1990-х — початку 2000-х років.

## Доісторичний період

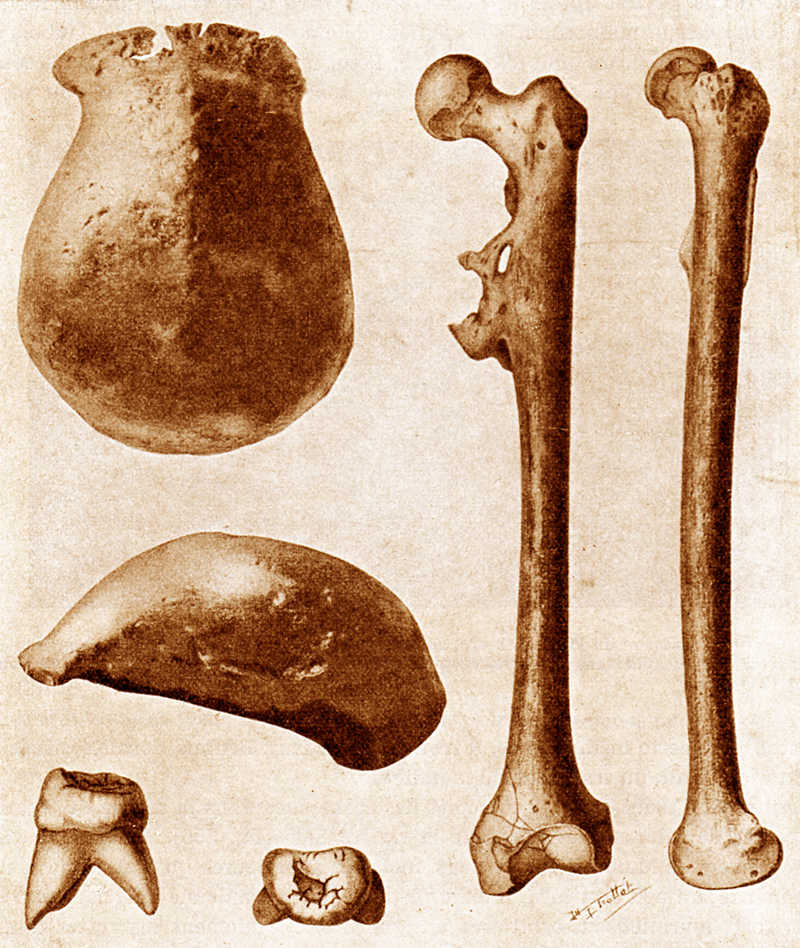
Графічне зображення решток пітекантропа, виявлених Еженом Дюбуа у 1891 році

На території Індонезії знаходиться один з найбільш ранніх ареалів розселення стародавніх людей. Зокрема тут, в центральній частині острова Ява, було зроблене одне з найзначніших палеоантропологічних відкриттів — виявлення викопних решток пітекантропа, також відомого як яванська мавполюдина, що являє собою один з підвидів людини прямоходячої. Знахідки, зроблені на початку 1890-х років нідерландським дослідником Еженом Дюбуа, належать до періоду раннього палеоліту, їх приблизне датування — від 700 до 1 мільйона років тому. Пізніше на Яві та інших островах були виявлені рештки представників інших підвидів людини прямоходячої.
Особливе місце серед представників стародавніх гомінід, які мешкали на індонезійській території, належить флореській людині, рештки якої, виявлені у 2003 році міжнародною науковою експедицією на острові Флорес, датуються періодом від 95 до 17 тисяч років тому. Станом на 2012 рік питання щодо класифікації цього роду залишається відкритим: більша частина дослідників відносить його, як і пітекантропа, до людини прямоходячої, однак деякими дослідниками він розглядається як ранній підвид людини розумної.
Заселення території Індонезії людиною розумною розпочалось близько 45 000 років тому. В рамках цього процесу виокремлюються декілька великих міграційних хвиль, в ході яких на острови Малайського архіпелагу з континентальної частини Південно-Східної Азії відбувалося переміщення представників різних етнічних груп. Найбільш ранні переселенці належали до негроїдної раси. Пізніше вони склали основу етногенезу таких народів Індонезії, як кубу і папуаси. У другому тисячолітті до н. е. почалось проникнення монголоїдних народностей, які принесли з собою високу неолітичну культуру. Першу велику хвилю монголоїдів сформували так звані протомалайці, що стали предками таких народів, як гайо, ніаси, сасакі, тораджи. В результаті другої, наймасштабнішої хвилі, яка мала місце у середині першого тисячоліття до н. е., відбулось розселення так званих дейтеромалайців. Дейтеромалайці принесли з собою високорозвинену культуру бронзи і землеробство, яке поширили на значній частині території архіпелагу, й стали предками більшої частини сучасних індонезійців, в тому числі таких численних народів, як яванці, сунди, мадурці.
Перехід до бронзи на основній території країни завершився до початку нашої ери, приблизно в цей же час в прибережних районах почався перехід до культури заліза.

## Доколоніальний період (I—XVI століття)

### Утворення держав (I—VI століття)

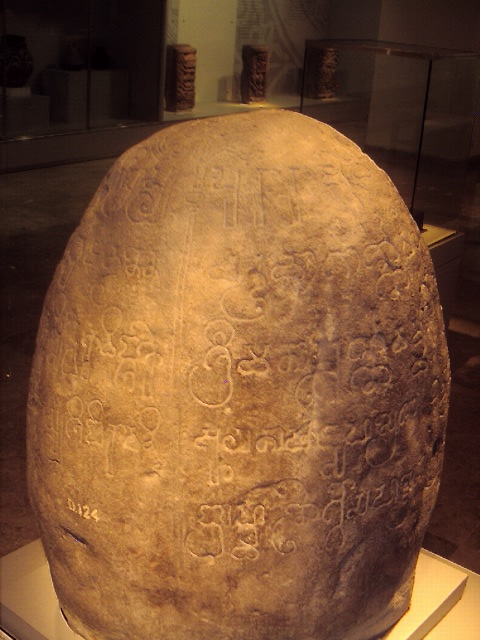
Прасасті з фрагментом літопису держави Тарума

Час початку процесу політогенезу був вельми різним для різних регіонів Індонезії (у низці місць, зокрема, в глибинних районах Нової Гвінеї, він взагалі не починався). Найбільш ранні його свідоцтва, виявлені в західній частині архіпелагу, належать до межі нової ери: з I по III століття н. е. на Суматрі, Яві, Калімантані існувало декілька, або навіть кілька десятків, державних утворень. Їх матеріальна спадщина збереглась у мінімальному об'ємі і з великими зусиллями піддається науковій інтерпретації, відповідні відомості в індійських, китайських, римських та інших екстериторіальних джерелах уривчасті і мізерні. Найбільш давні з цих державних утворень, імовірно розташовувались на південному і східному узбережжях Суматри (Кандіс), трохи пізніші — в західній частині Яви, однак невстановленими залишаються не тільки їх самоназви, а й навіть приблизне географічне положення.
Існування перших державних утворень, назви і розташування яких науці достеменно відомі, належить до пізнішого періоду — середині IV століття: це Кутай, що розташовувався на східному Калимантані біля пониззя ріки Махакам, і Тарума, яка утворилася на західному краю Яви. Історія Кутая вивчена вкрай слабко і навіть приблизні строки його існування залишаються невідомими, натомість розвиток Таруми простежується доволі докладно аж до її загибелі наприкінці VII століття. Тарума, вочевидь, відрізнялася складнішою адміністративною системою і розвиненими суспільними відносинами, різноманітнішою матеріальною культурою і була у більшому ступені залучена до зовнішньоторговельних і культурних обмінів. При цьому спільним для Таруми і Кутая є істотний індійський культурний вплив, що проявлявся, зокрема, у поширенні індуїзму, формуванні станової ієрархії, подібної до системи варн в Стародавній Індії. Вплив китайської цивілізації, що також простежується в їх розвитку, бува набагато менш значимим.
Перші писемні пам'ятки Кутая і Таруми належать до V—VI століть. Найважливішими джерелами інформації з їх історії, як і у випадку з пізнішими індонезійськими державами, є парасаті (індон. prasasti) — кам'яні стели і таблички з надписами на санскриті, який був в обох державах мовою богослужіння і літописів.

### Укрупнення державних утворень (VII—XVI століття)

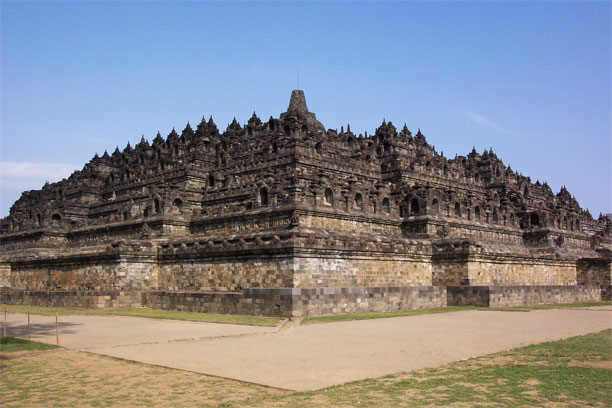
Боробудур — найбільше буддистське святилище Індонезії, побудоване на центральній Яві в період Шривіджаї на початку IX століття

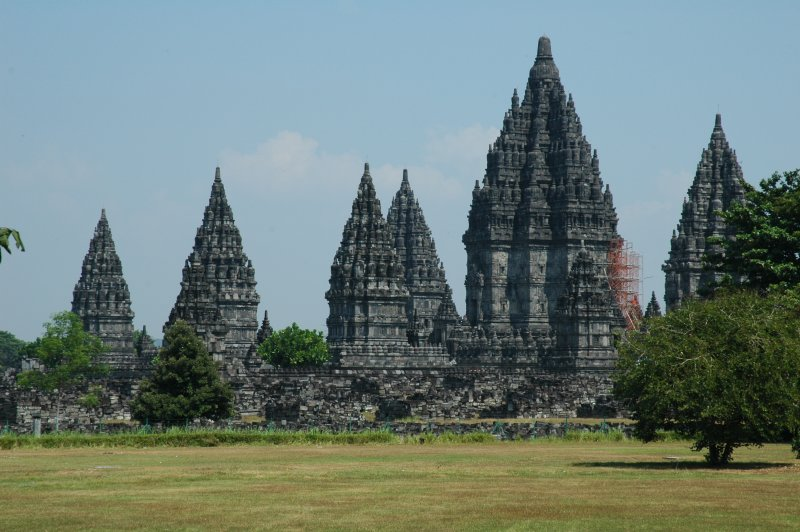
Прамбанан — найбільший індуїстський храмовий комплекс Індонезії, побудований центральній Яві в період Матараму у IX—X століття

Першою стародавньоіндонезійською державою, територія якої поширилась на декілька островів, стала Шривіджая, перші достовірні відомості про яку належать до кінця VII століття, при тому припускають, що виникнення належить до більш раннього періоду — IV—V століть. Заснована на південній Суматрі в долині ріки Мусі, Шривіджая на етапі своєї максимальної могутності (кінець VIII століття) контролювала майже всю територію Суматри, більшу частину Яви і Малаккського півострова. Вона мала досить розгалужені зовнішньоторговельні зв'язки, здійснювала масштабні військові експедиції до сусідніх районів, й проіснувала до кінця XIV століття. Численні згадки про неї збереглись в китайських, індійських, близькосхідних історичних джерелах. Панівною релігією був тантричний буддизм — саме владою Шривіджаї був побудований найбільший буддистській храм Індонезії Боробудур, однак в різні періоди простежується також істотний вплив індуїзму. Інша найбільша середньовічна держава Матарам розташовувалась у VIII—XI століттях на центральній і східній Яві і вела запеклу боротьбу з Шривіджею за вплив у регіоні. В Матарамі буддизм і індуїзм також співіснували і декілька разів чергувалися як державна релігія, водночас індуїзм залишив значно істотнішу матеріальну спадщину, зокрема, найбільший індуїстський храмовий комплекс Прамбанан. У Шривіджі і Матарамі санскрит залишався мовою богослужінь і духовної літератури, також саме до періоду цих держав належить поява писемних пам'яток аборигенною мовою — старояванською. Найбільш давнім з виявлених до теперішнього часу є текст, викарбуваний на кам'яній плиті, виявлений біля міста Сукабумі, що датується 804 роком.
До найзначніших держав, які існували на індонезійській території одночасно з Шривіджею, також належать Сунда (західна Ява, VII—XVI століття, утворилась після розколу Таруми), Кедірі (центральна і східна Ява, XI—XIII століття, утворилась після розколу Матараму), Сінгасарі (центральна і східна Ява, XIII століття, утворилась після військової поразки Кедірі).
Основою економіки всіх зазначених державних утворень, а також тих, що існували на цих територіях пізніше, було землеробство, головною сільськогосподарською культурою — рис, який вирощувався головно на заливних полях. Значного розвитку набула система іригації. Основу населення складали вільні землероби, об'єднані у громади. При цьому точно визначити механізми суспільно-економічних відносин, в тому числі в сфері земельної власності, для періоду V—VII століть не є можливим через мізерність відповідних джерел.
У VIII—IX століттях щонайменше в західній і центральній частинах Яви, що стали до цього моменту найрозвиненішими в соціально-економічному плані районами, простежується поліцентрична, переважно дворівнева власність на землю: сільськогосподарські угіддя належали одночасно місцевим князям, що носили титул рака, і монарху, що стояв над ними, з тенденцією поступового розширення владних і майнових повноважень останнього. До кінця IX століття, вочевидь завершився перехід до моноцентричної системи земельної власності — вся земля перейшла у розпорядження монарха, тимчасом як рака сформували прошарок спадкової аристократії вотчинного типу. На східній Яві, де державні інститути наприкінці IX століття лише почали формуватися після приєднання цієї території до володінь Матараму, стану рака, судячи з усього, не склалося взагалі, і система земельної власності там з початку була моноцентричною: матарамський махараджа одразу вибудував безпосередні відносини з верхівками місцевих громад, отримуючи земельну ренту прямо від них. Характерним є те, що саме ця частина Яви пізніше, у X—XI століттях стала центром господарської активності Матараму і в цілому передовим в економічному відношенні районом.

Шривіджая в період максимальної могутності (VIII століття). Стрілками позначені напрямки основних військових експедицій

Індонезія в XIII—XV століттях

До кінця XIII століття належить формування найбільшої, наймогутнішої і найрозвиненішої в соціально-економічному відношенні держави доколоніального періоду — імперії Маджапагіт. Її формування відбулось в умовах внутрішньої дестабілізації і послаблення Сінгасарі, яке поглибилось під тиском з боку Монгольської імперії. Монгольське вторгнення на Яву, яке відбулось у 1292 році, спровокувало повстання одного з місцевих сінгасарських правителів проти верховного володаря Картанегари, що завершилось смертю останнього і розпадом цієї держави. Присутність монголів на Яві виявилася нетривалою: зять Кертанегари Раден Віджая спочатку уклав з загарбниками союз, але вже у 1293 році завдав їхнім військам відчутного удару і примусив їх евакуюватися. Фактично одразу після вигнання монголів Раденом Віджаєю було проголошено створення держави Маджапагіт з однойменною столицею на східній Яві в районі сучасної Сурабаї.
Вже протягом перших десятиліть свого існування Маджапагіт контролював всю територію колишнього Сінгасарі, а пізніше розгорнув активну експансію практично у всі частини Малайського архіпелагу. Пік могутності цієї таласократії припав на другу половину XIV століття — період царювання імператора Хаяма Вурука і вдалих завойовницьких походів його верховного міністра і полководця Гаджа Мади. До кінця правління Хаяма Вурука у 1389 році власна територія і васальні володіння Маджапагіту включали більшу частину території нинішньої Індонезії. Так, основне джерело інформації про цей етап розвитку Маджапагіту, епос Нагаракертагама, свідчить про 98 різних державних і племінних утворень від Суматри до Нової Гвінеї, які визнавали суверенітет Хаяма Вурука. Водночас, ступінь контролю центральної влади над периферією була, очевидно, не завжди високою, а залежність багатьох васальних володінь мала доволі символічний характер.
Для періоду розвиненого Маджапагіту є характерними суттєва зміна і ускладнення системи соціально-економічних відносин. З середовища вільних общинників виділилася досить велика страта служивого населення, верхівка якого з часом сформувала прошарок нової аристократії, яка наділялася монархом політичними та економічними повноваженнями, зокрема, правом збору ренти-податку. Важливою особливістю духовного життя імперії була свобода віросповідання: у державі вільно сповідалися буддизм, шиваїзм і особливий різновид місцевого язичницького культу, при цьому той же Хаям Вурук офіційно був покровителем усіх цих релігій.
Притаманний Маджапагіту невисокий рівень державної централізації, що полегшував територіальну експансію, врешті виявився для нього згубним. Розвиток і автономізація ряду яванських і суматранських областей призвели у XV столітті до поетапного розпаду імперії: васальні володіння проголошували незалежність або фактично переходили до повного самоврядування — іноді цей процес проходив мирно, іноді супроводжувався військовими діями. У 1527 році столиця Маджапагіту була захоплена союзними військами декількох яванських новоутворених держав, й імперія припинила своє існування.

### Поширення ісламу і утворення ісламських султанатів
У XIII столітті на території Індонезії почалося активне поширення ісламу, який проникав переважно з Малаккського півострова і зі східного узбережжя Індії. Першою мусульманською державою у XIV столітті стало князівство Пасай, що знаходилося в північній частині Суматри. Трохи пізніше іслам поширився на значній частині Маджапагіту, як державну релігію його прийняли державні утворення, що виникли у XV—XVI століттях на території Маджапагіту: другий Матарам, Бантен, Демак та інші (відомо, що саме відданість новій вірі була у чималому ступені об'єднувальним фактором у їх боротьбі з Маджапагітськими правителями). Голови цих держав носили, як правило, титул султана; самі держави, відповідно, називалися султанатами. До кінця XVI століття іслам став панівною релігією на більшій частині території Індонезії, хоча в багатьох регіонах зберігалися вогнища буддизму та індуїзму, а також традиційних місцевих вірувань, носії яких, як правило, безконфліктно співіснували з мусульманами.

## Колоніальний період (XVI століття— 1942)

### Проникнення європейців (1512—1602)
Проникнення європейських колонізаторів на територію Індонезії, що почалося в першій половині XVI століття, було викликане високим попитом на спеції та прянощі, які вдосталь зростали в східній частині Малайського архіпелагу — на Сулавесі, Молуккських і Малих Зондських островах — саме цей регіон становив основний інтерес для європейців. Першими до його освоєння долучилися португальці: у 1512 році, після завоювання Малакки Афонсу де Албукеркі направив на пошуки "Островів прянощів" експедицію з трьох кораблів на чолі з Антоніу де Абреу, частина якої на чолі з Франсішку Серраном залишилась після кораблетрощі на острові Тернате і налагодила поставки місцевих прянощів до Португалії. На Молукках португальцям довелося суперничати з іспанцями, які у 1526 році закріпилися на острові Тидоре, проте їх протистояння було недовгим і в 1534 році між Мадридом і Лісабоном було укладено угоду про розмежування сфер впливу в Тихому океані, за яким всі азійські території, крім Філіппін, відходили Португалії.

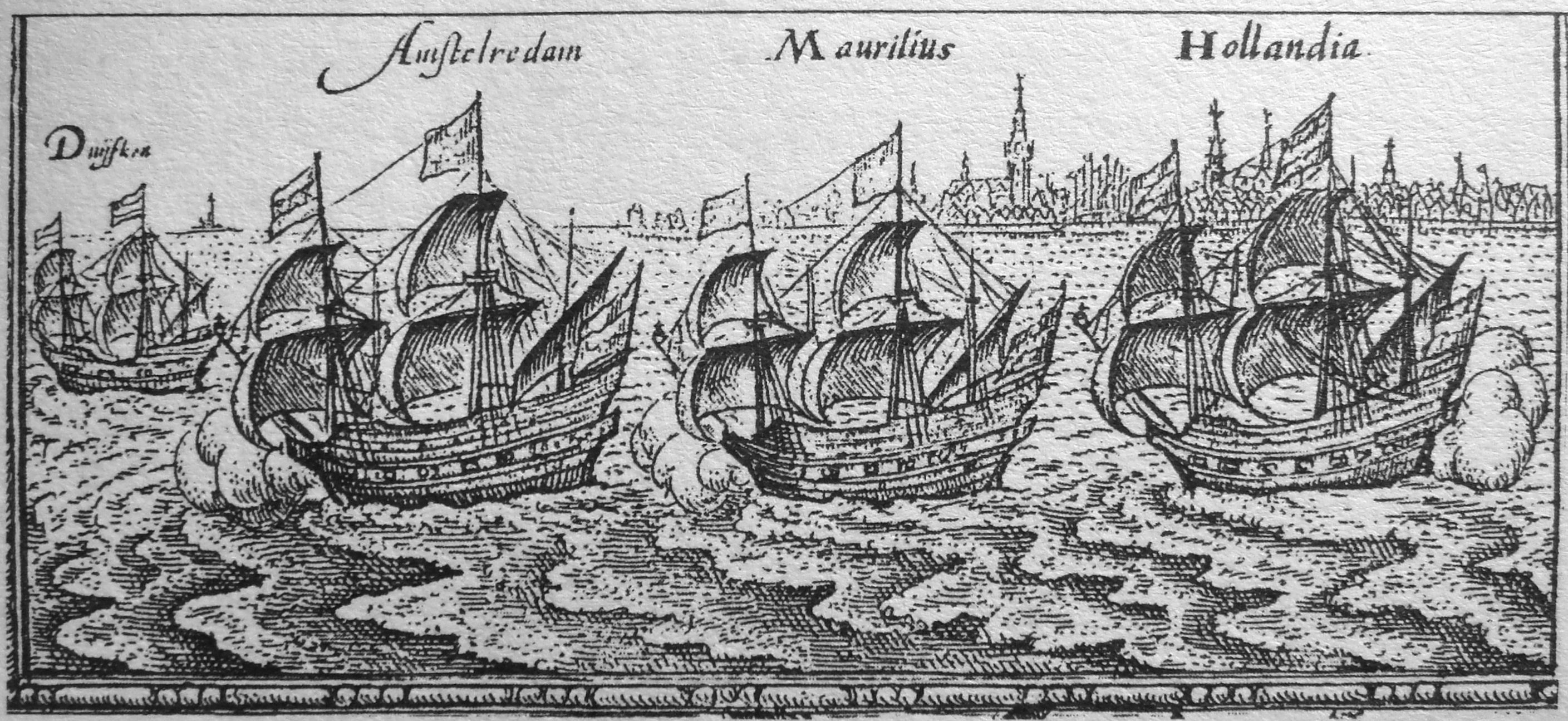
Експедиція Корнеліса де Гаутмана. Гравюра невідомого майстра XVII століття

Основні колонізаторські зусилля португальців були зосереджені на багатих прянощами островах — Тідоре, Тернате, Амбоні і Тиморі. Водночас, маючи на меті забезпечити перевалочні пункти для морського сполучення з новонабутими колоніями, вони розпочали освоєння узбережних ділянок і в західній частині архіпелагу, зокрема, на Яві. Так, було укладено угоду з королівством Сунда, за якою останнє віддавало португальцям у користування кілька портів на Яванському морі. Поява португальців в цьому районі наштовхнулася на протидію ряду мусульманських правителів Яви і Суматри, яка вилилася в серію збройних конфліктів. Зокрема, в 1527 році португальський флот, який відповідно до угоди із королівством Сунда мав намір звести в гавані Сунда-Келала (сучасна Джакарта) прибережну фортецю, був розгромлений силами Чиребона та Демака на чолі з воєначальником Фатахіллахом.
В останній чверті XVI століття до освоєння архіпелагу приступили інші європейські держави — Велика Британія і Нідерланди. Першим з британців тут опинився Френсіс Дрейк, який побував на Молукках у 1579 році під час свого навколосвітнього плавання і доставив звідти до Лондона партію прянощів. До кінця XVI століття сюди прямувало кілька британських військово-морських експедицій, які не тільки вивозили прянощі, а й займалися у водах архіпелагу каперством. Голландці опинилися на території Індонезії трохи пізніше. Перша голландська експедиція в Ост-Індію на чолі з Корнелісом де Гаутманом відбулась у 1596—1597 рр., друга експедиція на чолі з Якобом ван Неком — у 1598—1600 рр, однак голландці приступили до освоєння Ост-Індії набагато інтенсивніше, за кількістю і складом експедицій вони вже в перші роки перевершили британців. На межі XVI—XVII століть Португалія, яка до того часу уклала унію з Іспанією, Нідерланди і Велика Британія вступили у відкрите протиборство за контроль над островами, укладаючи економічні угоди і військові союзи з різними місцевими правителями. У різних районах архіпелагу відбувалися бойові зіткнення європейських експедицій і гарнізонів — переважно невеликі за масштабом. Для консолідації зусиль з освоєння колоній підприємцями залучених країн створювалися спеціальні торгово-економічні об'єднання, що користувалися державною підтримкою: у 1600 році була заснована Британська Ост-Індійська компанія, у 1602 році — Голландська Ост-Індійська компанія.

### Нідерландська Ост-Індійська компанія (1602—1798)

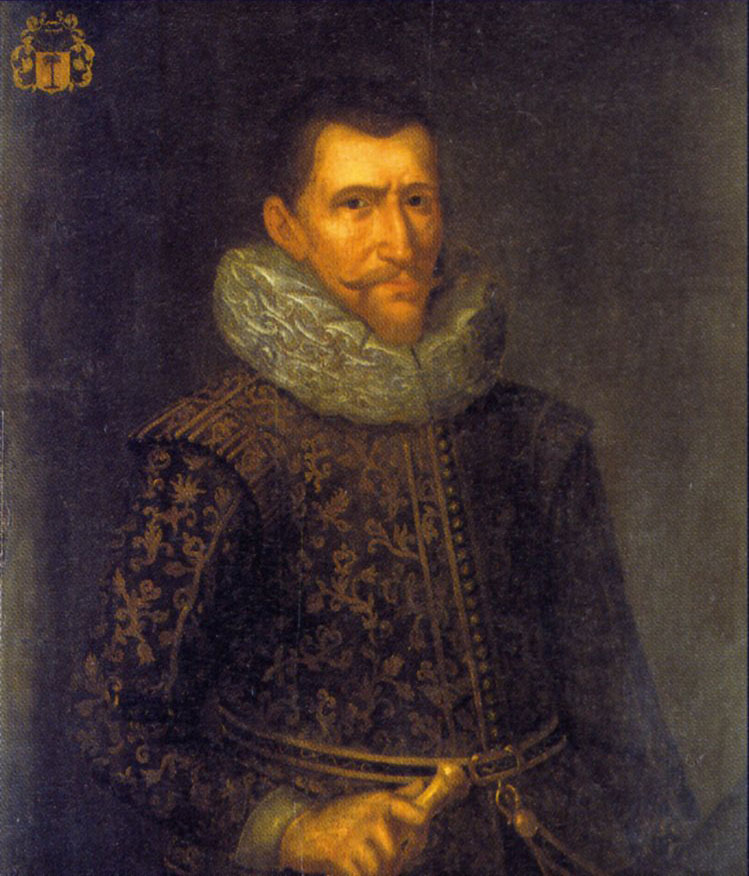
Ян Пітерсзоон Кун, четвертий генерал-губернатор Нідерландської Ост-Індії, значно укріпив позиції НОІК. Він також заснував Батавію — майбутню столицю Індонезії Джакарту. Портрет XVII століття

Нідерландська Ост-Індійська компанія (НОІК), яка значно перевершувала за фінансово-економічним потенціалом своїх британських і португальських конкурентів, вже в першому десятилітті XVII століття розпочала створення мережі опорних пунктів і в східній, і в західній частині архіпелагу. При цьому нею не лише створювалися відповідні концесії та військово-оборонні споруди: на островах розміщувалися колонії голландських поселенців. У 1610 році НОІК створила адміністративну структуру, покликану на місці здійснювати управління колоніями, які отримали узагальнену назву «Нідерландська Ост-Індія». Першим її керівником — генерал-губернатором — став Пітер Бот. Окрім відповідного чиновницького апарату, в розпорядженні генерал-губернатора були значні збройні сили. Спочатку адміністративний центр Нідерландської Ост-Індії розташовувався на Молукках, проте у 1619 році він перемістився в Батавію (нід. Batavia) — укріплену факторію, закладену голландцями на території султанату Бантен на острові Суматра. Оскільки в самому місті Бантен у голландців виникли натягнуті відносини с місцевим султаном, вони перенесли свою факторію в сусіднє портове містечко Джаякерта (індонез. Jayakerta), яке, у свою чергу, було раніше створене на місці сунданської Сунда-Келапи, що згадувалася в підрозділі «Проникнення європейців» і незабаром було перейменоване голландцями в Батавію.
На початок 1720-х років НОІК вдалося витіснити з архіпелагу португальців — єдиним володінням, яке вдалося утримати Лісабону, була східна частина острова Тимор. У 1727 році, після серії військових зіткнень з голландцями, останніх володінь тут позбулися британці (освоєння ними північної частини Калімантану і Сінгапуру почалося значно пізніше, в XIX столітті).
Домігшись фактичної монополії на колонізацію території Індонезії, голландці поступово розширювали свої володіння. Під першочергове освоєння підпали Молукки і Ява. При цьому у безпосередню власність НОІК спочатку анексувалися відносно невеликі ділянки прибережних територій. Основним методом контролю було непряме управління: компанія підкоряла формально незалежні державні утворення архіпелагу, укладаючи з ними в тій чи іншій формі нерівноправні угоди. До тубільних правителів, як правило, прикомандировувалися колоніальні чиновники — так звані резиденти, які мали повноваження контролювати їх зовнішні відносини, а також основну господарську діяльність на відповідних територіях.
Основними методами експлуатації колонії в цей період стали введення додаткових форм оподаткування та примусове виробництво сільськогосподарської продукції. Через те, що ще до кінця XVII століття попит на спеції та прянощі в Європі значно знизився, голландцям довелося істотно диверсифікувати відповідну аграрну номенклатуру. На Яві, Суматрі, Сулавесі і Молукках була розбита велика кількість плантацій кави, цукрової тростини, тютюну, індиго, тикового дерева.
Прояви спротиву з боку місцевих правителів і народні заворушення придушувалися силовим шляхом. Технічна і організаційна перевага голландців забезпечувала їм, як правило, швидку перемогу над супротивником за відносно незначних втрат. Наймасштабнішими конфліктами, у яких НОІК була вимушена задіяти значні військові сили і понесла серйозні фінансові витрати, стали повстання на Яві на чолі з Труноджойо і Сурапаті, які відбулись відповідно у 1674—1679 роках і 1684—1706 роках.
Систематично практикувалася тактика втручання у війни або внутрішні смути місцевих держав з метою їх послаблення і подальшого підпорядкування. Найбільш масштабні операції подібного роду були проведені в середині XVIII століття щодо найбільшої з цих держав — яванського султанату Матарам. Компанія втрутилася у міжусобицю представників місцевої правлячої династії і у 1755 році домоглася розчленування султанату. За умовами Гіянтської угоди значна частина Матараму приєднувалася до володінь НОІК, а на решті його території утворювалися два нових, залежних від НОІК султанати: Джок'якарта і Суракарта. При цьому, задля забезпечення лояльності місцевої феодальної знаті, голландці доволі рідко піддавали репресіям навіть тих її представників, які виступали проти них зі зброєю в руках, воліючи, коли можливо, примушувати противника до капітуляції на почесних умовах. Так, Раден Мас Саїд, що не визнав умов Гіянтської угоди, після своєї військової поразки отримав у спадкове управління князівство Мангкунегаран, територія якого була відторгнута від Суракарти.
Незважаючи на успіхи колонізаторської діяльності НОІК, остання чверть XVIII століття стала періодом різкого погіршення її фінансово-економічного становища. Під впливом наслідків невдалої для Нідерландів британо-голландської війни 1780—1784 років і змін міжнародної економічної кон'юнктури Компанія поринула у глибоку кризу, яка стала для неї нищівною: у 1796 році управління збанкрутілої НОІК було передане нідерландському урядовому комітету з Ост-Індійських справ. У 1798 році Батавська республіка перейняла на себе всі угоди, борги і зобов'язання Компанії, а в 1800 році вона була остаточно ліквідована.

### Пряма залежність від Нідерландів (1798—1942)

#### Період наполеонівських війн і британської окупації (1798—1824)

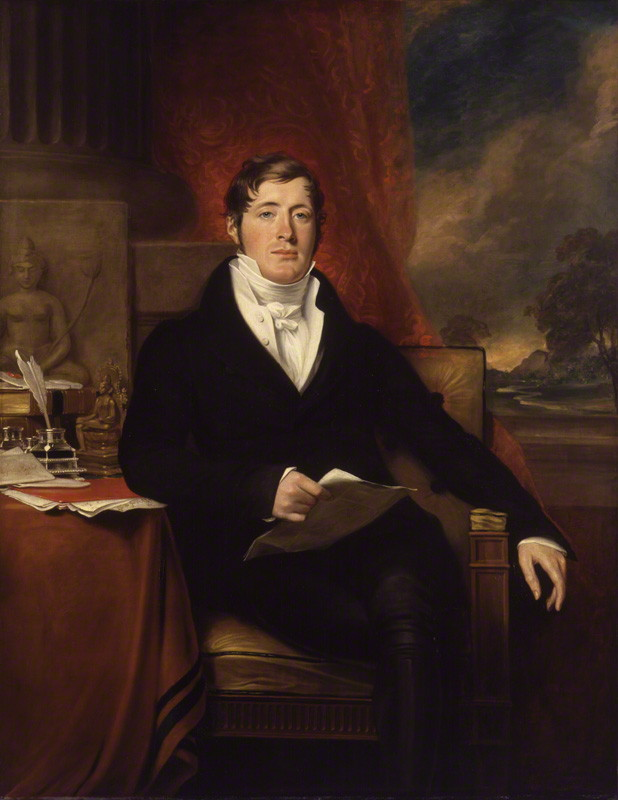
Томас Стемфорд Раффлз. Портрет роботи Дж. Ф. Джозефа 1817 року

Залежність від НОІК змінилася аналогічними відносинами колонії безпосередньо з Нідерландами, причому подібна трансформація не призвела до скільки-небудь істотних змін системи колоніального управління — адміністрацією Ост-Індії як і раніше керував генерал-губернатор, що представляв вже не НОІК, а безпосередньо нідерландський уряд. Водночас, оскільки в цей період Нідерланди підпорядковувалися наполеонівській Франції, черговий генерал-губернатор, Герман Віллем Дендельс, який прибув на Яву 1808 року, отримав це призначення від Людовика I Бонапарта і, відповідно, проводив курс на забезпечення саме французьких інтересів, які полягали, насамперед, у захисті території Нідерландської Ост-Індії від британців. Останні, перебуваючи у стані війни як з французами, так і з їх сателітами — голландцями, вже здійснили до цього часу низку вторгнень у периферійні райони колонії, захопивши, зокрема, острови Банда і Тернате. Зосередивши зусилля на обороні Яви як головного острова нідерландських володінь, Дендельс не тільки проводив масштабні мобілізаційні роботи і прискорено розвивав військову інфраструктуру, а й повів курс на централізацію системи цивільної адміністрації та різке обмеження влади тубільних правителів. Все це відбувалося у важких соціально-економічних умовах: морська блокада колонії, що здійснювалася британським флотом, звела до мінімуму її зовнішньоторговельні зв'язки.
В серпні 1811 року британські війська висадилися на Яві. Наступник Дендельса на посаді генерал-губернатора Ян Віллем Янссенс, що зберіг вірність Людовику Бонапарту, протягом декількох тижнів чинив опір спираючись на голландські, французькі та тубільні підрозділи, проте після серії поразок був захоплений у полон британцями і капітулював. На Яві була заснована британська адміністрація на чолі з віце-губернатором Ост-Індійських володінь Великої Британії Томасом Стемфордом Раффлзом. Її фактичний контроль практично не поширювався за межі острова, проте правителі багатьох державних утворень Суматри, Балі, Мадури, південного Калімантана визнали суверенітет британців, уклавши з їх адміністрацією відповідні договори.
Під керівництвом Раффлза в короткі терміни було проведено ряд істотних адміністративних і економічних перетворень, причому нові методи управління і господарювання, як правило, значно перевершували за ефективністю нідерландські. Також, в період британської окупації адміністративний центр колонії був перенесений з Батавії до Бейтензорга (раніше, з 1746 року, там знаходилася тільки літня резиденція голландського генерал-губернатора).
У серпні 1816 року Ост-Індія була повернута Великою Британією звільненим від Наполеона Нідерландам за умовами британо-голландської конвенції, підписаної в Лондоні 13 серпня 1814 року. Протягом декількох років адміністрація Британської Ост-Індійської компанії намагалася утримати за собою окремі райони Суматри і Калімантану, проте нова міждержавна угода, підписана 17 березня 1824 року в Лондоні, зафіксувала відмову британців від будь-яких територіальних претензій до голландців.

#### Відновлення нідерландської адміністрації, розширення її володінь (1824— початок XX століття)
Після відновлення нідерландської колоніальної адміністрації здійснені британцями адміністративні та господарські перетворення були істотно переглянуті. При цьому спочатку голландці спробували в цілому продовжити лінію на прискорену модернізацію системи управління та економічної експлуатації колонії. Передбачалося, що ці цілі досягатимуться, зокрема, за рахунок залучення місцевої феодальної верхівки в адміністративну структуру, стимулювання саморозвитку товарного виробництва на основі системи земельної ренти-податку, розширення практики товарно-грошових відносин. Однак проект реформ був реалізований лише в незначній мірі, і в результаті голландська колонізаційна модель не зазнала принципових змін. Так, тубільні правителі залишилися практично не інтегрованими в управлінську вертикаль: взаємодія з ними як і раніше здійснювалося через прикомандированих голландських чиновників-резидентів, які формально перебували в статусі радників, але в реальності у все більшій мірі зосереджували у своїх руках управління відповідними державними і родо-племінними утвореннями.

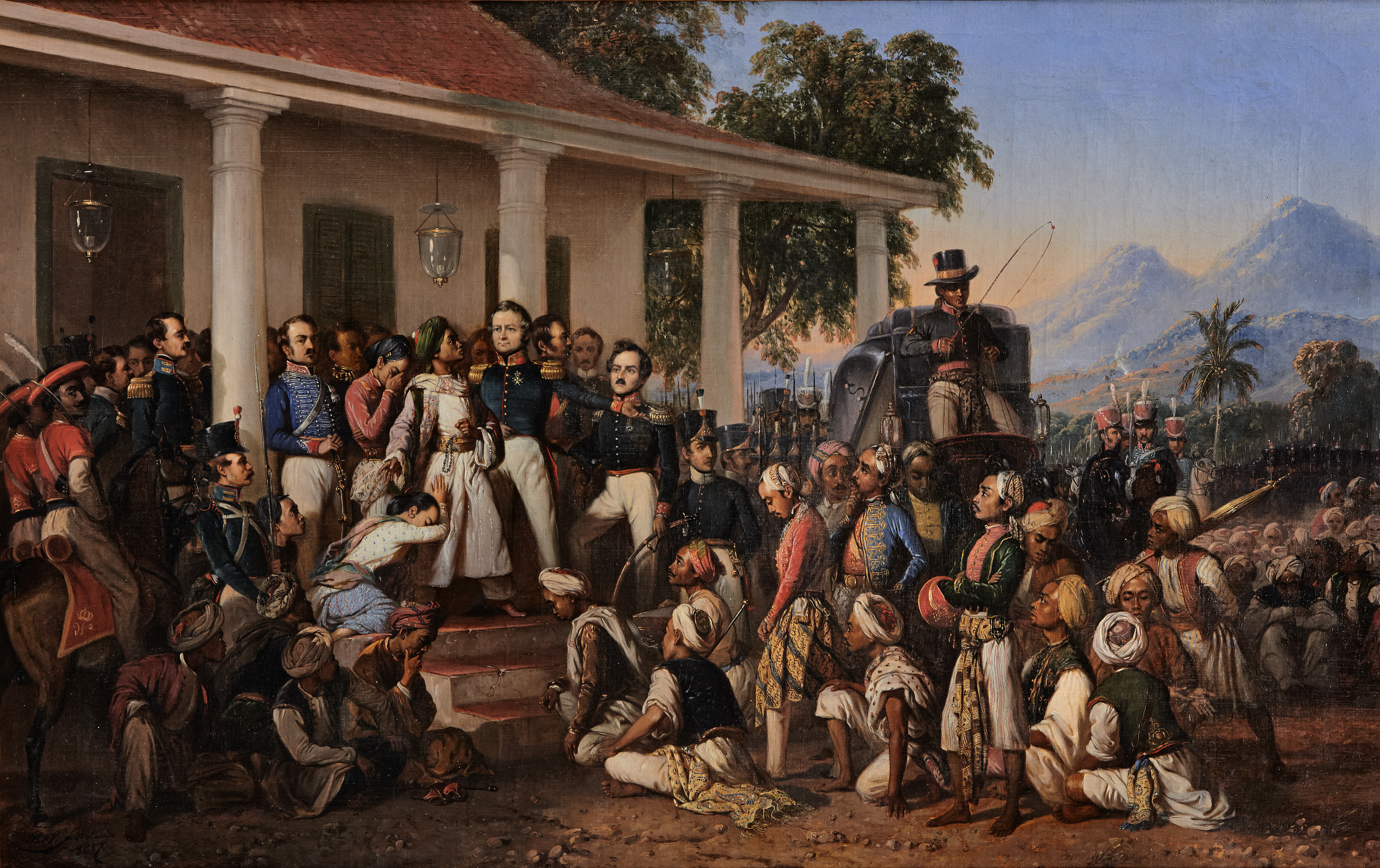
Захоплення у полон Діпонегоро. Картина Радена Салеха 1857 року

Зусилля голландців зі зміцнення своєї влади наштовхнулися на серйозний опір з боку місцевого населення, в тому числі, частини знаті: 1820-ті — 1830-ті роки були ознаменовані низкою потужних антиколоніальних виступів. Найбільшим конфліктом подібного роду за всю історію голландського панування в Індонезії стала Яванська війна 1825—1830 років — повстання під керівництвом Діпонегоро, побічного сина правителя Джок'якарти. Протягом короткого часу Діпонегоро, який виступив під гаслами створення незалежної ісламської держави, мобілізував добре організоване ополчення, яке налічувало десятки тисяч людей, і завдав кількох відчутних ударів голландцям. У 1826—1828 роках повстанці контролювали значну частину центральної Яви, і тільки після суттєвого збільшення чисельності нідерландських військ і зведення колонізаторами в конфліктних районах розвиненої системи фортифікаційних споруд вони були змушені перейти до оборонної тактики. У березні 1830 року після серії поразок залишки армії Діпонегоро були заблоковані в районі міста Магеланг, після чого сам він був захоплений у полон. Після придушенням повстання Діпонегоро контроль над яванськими державами був посилений: у вересні 1830 року представники Джок'якарти і Суракарти та голландської адміністрації підписали угоду, яка остаточно оформила залежність обох султанатів від Гааги як протекторатів і вписала їх в адміністративну систему Нідерландської Ост-Індії. Монархічна форма правління в обох випадках зберігалася, проте повноваження султанів набували переважно церемоніального характеру, тоді як реальна влада переходила до рук резидентів.
Іншими масштабними виступами в цей період стали повстання 1817 року під керівництвом Паттімури на південних Молукках і війна Падри 1821—1837 років на Західній Суматрі. Для їх придушення голландцям також знадобилося перекидання в проблемні регіони великих військових підрозділів та створення там посиленої військової інфраструктури. Так само, як і на Яві, за поразкою повсталих слідувало різке посилення колоніального контролю на місцях.

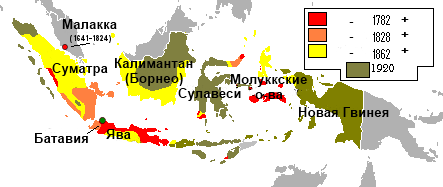
Розширення меж нідерландських володінь на території Індонезії (кінець XVIII — початок XX століття)

Згадані повстання не завадили голландцям планомірно розширювати географічні кордони свого впливу на архіпелазі і максимально обмежувати автономію формально незалежних місцевих держав. Якщо на початку 1830-х років до їх безпосередніх володінь відносилися території Яви, Мадури, південних Молукк, південного краю Суматри і північно-східного краю Сулавесі, то до початку 1860-х років під повний контроль були взяті центральна Суматра, північні Молукки і великі території на півдні Калімантану, суверенітет Нідерландів визнали князі Балі. За межами цих територій була створена мережа концесій і опорних пунктів. Протягом 1890-х — 1900-х років до голландських володінь були приєднані Ломбок та інші острови з числа Малих Зондських, які до того зберігали незалежність, було розпочато освоєння західної частини острова Нова Гвінея, права на яку Гаага раніше придбала в результаті серії угод з Лондоном. У 1903 році до складу Нідерландської Ост-Індії був включений султанат Ачех, хоча організований збройний опір прибічників його незалежності тривав до 1913 року. Таким чином, в 1910-х роках під владою Нідерландів завершилося об'єднання всієї території сучасної Індонезії, населення якої в цей період становило близько 40 мільйонів осіб.
З правителями підлеглих місцевих державних утворень як правило підписувався короткий типовий договір, в якому оговорювалися визнання відповідної території частиною Нідерландської Ост-Індії та суверенітету нідерландського монарха, зобов'язання коритися генерал-губернатору і відмова від вступу у будь-які зносини з третіми країнами. За перші два десятиліття XX століття було підписано понад 250 подібних угод.
Методи економічної експлуатації колонії змінювалися у міру економічного розвитку самих Нідерландів: на зміну системі примусових культур у другій половині XIX століття прийшло плантаційне господарство, на Суматрі, Калімантані і, меншою мірою, на Яві і Молукках розвинулась гірничодобувна промисловість. Все більшого значення набувала реалізація на місцевому ринку голландських товарів. З початку XX століття до активної участі в освоєнні Нідерландської Ост-Індії Гаагою були допущені монополії інших європейських країн і США.
На межі XIX і XX століть нідерландський уряд розпочав планомірне коригування методів освоєння Індонезії у бік певної лібералізації, проголосивши так званий «Етнічний курс» (нід. Ethische Politiek), який передбачав відміну частини повинностей місцевого населення, певне розширення його економічних прав і доступу до освіти і охорони здоров'я.

#### Становлення національно-визвольного руху, вступ у Другу світову війну (початок XX століття— 1942)
Важливішим моментом розвитку Нідерландської Ост-Індії на початку XX століття стало становлення інституціалізованого національно-визвольного руху. Створенню відповідних суспільно-політичних структур передував досить тривалий процес формування національної індонезійської інтелігенції та її ідеологічної фрагментації. Першими організаціями, які проголосили своєю кінцевою метою досягнення державної незалежності, були створена 1908 року «Буді утомо» і заснований 1911 року «Сарекат Іслам» — перша виступала під світськими, друга — під мусульманськими гаслами. Незабаром під впливом процесів, що відбувалися в Росії і Європі, сформувалося досить активне ліве крило руху: у 1914 році був створений перший соціал-демократичний осередок, у 1920 році оформилася Комуністична партія Індонезії. У 1927 році була заснована Національна партія Індонезії на чолі з Сукарно — майбутнім президентом країни, й швидко стала однією з ключових політичних сил колонії. На початку 1930-х років Сукарно були сформульовані принципи мархаенізму — доктрини, яка передбачає незалежний розвиток Індонезії за соціалістичним напрямком з національною специфікою; мархаенізм став ідеологією найбільш потужної течії в рамках національно-визвольного руху.
Прагнучи збити хвилю визвольного руху, голландці шукали шляхи взаємодії з частиною національної індонезійської суспільно-політичної еліти. Так, у 1918 році був сформований перший в історії Ост-Індії представницький орган — Народна рада (нід. Volksraad), до складу якої входили засідателі, які представляли поряд з нідерландською колоніальною адміністрацією корінне населення Ост-Індії, а також численну і впливову китайську громаду. Спочатку рада наділялася виключно дорадчими функціями: зокрема, генерал-губернатору пропонувалося «консультуватися» з ним з фінансових питань. У 1925 році рада отримала право законодавчої ініціативи, проте всі її рішення підлягали затвердженню генерал-губернатором.
В першій чверті XX століття завдяки доволі помірним настроям основних національно-визвольних сил і певному лібералізму голландської адміністрації соціально-політичне становище в колонії залишалося відносно стабільним. Проте з середини 1920-х років місцева компартія та низка союзних до неї організацій взяли курс на насильницьке повалення влади Нідерландів, що призвело до двох великих збройних повстань на Яві і Суматрі — відповідно, у листопаді-грудні 1926 року і в січні 1927 року. За придушенням цих виступів послідувала серія репресій щодо лідерів лівого руху, однак довгострокового посилення колоніальної політики голландців не сталося — наприкінці 1920-х — 1930-х роках курс на поетапну лібералізацію був продовжений.
До кінця 1920-х років належить входження в активний громадський ужиток самої назви «Індонезія», введеної в науковий лексикон у другій половині XIX століття низкою західних фахівців. Рубіжною подією в цьому плані вважається проведення у Джакарті 27-28 жовтня 1928 року конгресу молодіжних організацій національно-визвольного спрямування, в ході якого був вперше публічно виконаний гімн «Велика Індонезія» (індонез. Indonesia Raya) і проголошена так звана «Клятва молоді» (індонез. Sumpah Pemuda) — присяга на вірність єдиній батьківщині — Індонезії, єдиній нації — індонезійській, єдиній мові — індонезійській.
|  | Перше: Ми, сини й дочки Індонезії, визнаємо єдину Батьківщину — індонезійську землю. Друге: Ми, сини й дочки Індонезії, визнаємо приналежність до однієї нації — індонезійської нації. Третє: Ми, сини й дочки Індонезії, віддані об'єднувальній мові — індонезійській мові. Клятва молоді, 28 жовтня 1928 року |

На початку Другої світової війни з огляду на нейтралітет Нідерландів Індонезія не була залучена у військові дії або приготування. Однак після окупації Нідерландів в травні 1940 року гітлерівською Німеччиною нідерландський уряд, який перемістився до Лондона, оголосив про участь своїх збройних сил, що залишалися в колоніях, у війні на боці Антигітлерівської коаліції. У травні в Індонезії було введено стан облоги, адміністрація колонії розгорнула масштабні мобілізаційні роботи, на Яві, Суматрі і деяких інших островах були розміщені підрозділи збройних сил союзників — британців і австралійців. 7 грудня 1941 року, одразу після нападу Японії на Перл-Гарбор, генерал-губернатор Т. ван Стакенборг Стахаувер оголосив про те, що Нідерландська Ост-Індія знаходиться в стані війни з нею. У січні сили Королівської нідерландської ост-індійської армії були підпорядковані об'єднаному командуванню американо-британо-голландсько-австралійських сил, сформованому для протистояння японцям в Південно-Східній Азії.

### Період японської окупації (1942—1945)

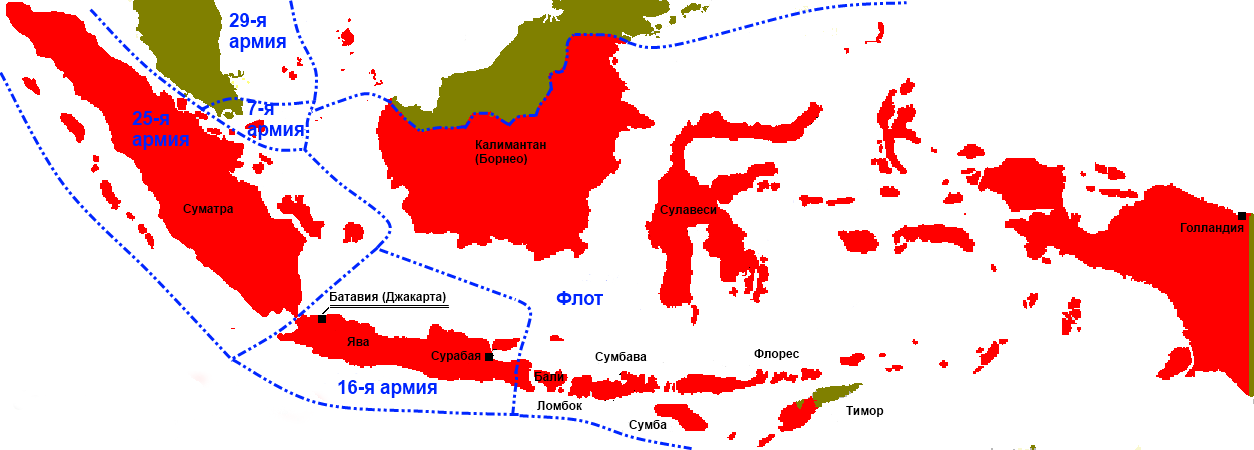
Ділення території Індонезії на зони відповідальності різних з'єднань збройних сил Японії в період окупації

Бойові дії на території Індонезії почалися в січні 1942 року після вторгнення японців на острів Таракан. Опір союзників був нетривалим: після серії програних морських битв в акваторії Яванського моря і невеликих за масштабом сухопутних бойових зіткнень на Калімантані, Суматрі і Яві в лютому — березні 1942 року їхні основні сили були взяті у полон або евакуйовані (лише у східній частині архіпелагу військові дії тривали до початку 1943 року). 9 березня Т. ван Стакенборг Стахаувер підписав угоду про беззастережну капітуляцію.
Враховуючи розміри території Індонезії її окупаційне управління було децентралізоване і здійснювалося через відповідні структури різних з'єднань японських збройних сил: Ява і Мадура відводилися до зони окупації 16-ї армії, Суматра і низка прилеглих островів — до зони окупації 25-ї армії, більша частина решти території — до зони окупації 2-го флоту. Архіпелаги Ріау, Бунгуран і ще кілька невеликих острівних територій, прилеглих до Малаккського півострова, були відведені до зони відповідальності армій, що окупували британські колонії — Сінгапур, Малайю і Саравак.
Як і на інших завойованих територіях Південно-Східної Азії, японська окупаційна адміністрація, з метою заручитися максимальною підтримкою місцевого населення, проводила в Індонезії курс на стимулювання націоналістичних, антиєвропейських настроїв, підкреслюючи етнічну та культурну близькість між індонезійцями і японцями. Звільнені з в'язниць засуджені до війни голландцями лідери національно-визвольного руху (в тому числі Сукарно) залучалися до співпраці: під контролем японської влади їм дозволялося створення суспільно-політичних структур націоналістичного спрямування. Так, під керівництвом Сукарно 1942 року була заснована організація ПУТЕРА (індонез. PUTERA, Pusat Tenaga Rakyat — «Центр народної сили»), перетворена 1943 року на «Союз вірності народу Яви». Крім того, у співпраці з низкою місцевих діячів японцями було сформовано індонезійське військове ополчення ПЕТА (індонез. PETA, Pembela Tanah Air — «Захисники батьківщини»), до лав якого до 1945 року було мобілізовано понад 37 тисяч місцевих жителів.
Така політика мала певний успіх: до співпраці з японцями у початковий період окупації схилилася велика частина національної еліти країни і досить широкі суспільні верстви. Однак підтримка японської адміністрації серед індонезійців значно послабшала після проведеної окупантами масштабної мобілізації місцевого населення на примусові сільськогосподарські та військово-інженерні роботи та систематичного насильного вилучення продовольства. У 1943—1945 роках у різних районах Індонезії відбувалися антияпонські виступи, у тому числі за участю формувань ПЕТА, які виходили з-під японського контролю. Такі виступи, як правило, жорстко придушувалися.
У 1945 році, з метою збереження підтримки серед індонезійських націоналістів, японська адміністрація оголосила про початок практичної підготовки до надання Індонезії державної незалежності. Для цього в березні 1945 року був сформований Дослідницький комітет з підготовки індонезійської незалежності (індонез. Badan Penyelidik Usaha Persiapan Kemerdekaan Indonesia, BPUPKI) у складі кількох десятків активістів місцевого національно-визвольного руху (серед них — Сукарно і майбутній віце-президент країни Мохаммад Хатта). Дослідницьким комітетом був підготовлений проект індонезійської конституції; на одному з його засідань 1 червня 1945 Сукарно проголосив принципи Панча Сила, що стали згодом основою державної ідеології Індонезії. 7 серпня 1945 року для розгляду напрацювань Дослідницького комітету була сформована Комісія з підготовки незалежності Індонезії, КПНІ (індонез. Panitia Persiapan Kemerdekaan Indonesia, PPKI), головою якої був обраний Сукарно. 8 серпня під час зустрічі з командувачем Південної групи армій Японії фельдмаршалом Хісаїті Терауті у В'єтнамі Сукарно і Хатта отримали згоду японської сторони на проголошення незалежності при виконанні ряду умов Токіо. Однак, в умовах наближення військової поразки японців, процес узгодження з ними питання незалежності був перерваний.
Формально японська окупація Індонезії завершилася 15 серпня 1945 року після офіційного оголошення японським урядом капітуляції. Проте японські війська залишалися на індонезійській території ще протягом декількох тижнів до їхнього роззброєння та вивезення силами союзників.

## Період незалежного розвитку (1945— теперішній час)

### Період боротьби за незалежність (1945—1950)

Сукарно — перший президент Індонезії. Фотографія 1949 року

Незалежність країни була проголошена в Джакарті Сукарно і Хаттою 17 серпня 1945 року. 18 серпня як тимчасовий представницький орган держави на базі Комісії з підготовки незалежності був сформований Центральний Національний Комітет Індонезії (індонез. Komite Nasional Indonesia Pusat, KNIP), який того ж дня затвердив конституцію, що передбачала побудову унітарної президентської республіки і обрав Сукарно і Хатту, відповідно, президентом і віце-президентом країни.
В умовах бездіяльності японських військ і відсутності сил союзників в серпні — вересні 1945 року уряду Сукарно вдалось сформувати основні інститути державної влади. Однак у жовтні збройні формування Республіки вступили у конфронтацію з військами Великої Британії, які висадилися на Яві і Суматрі для вивозу звідти японців і військовополонених союзників, що утримувалися в численних концентраційних таборах (на Калімантан, Сулавесі, Молуккські і Малі Зондські острови з такою ж метою висадилися австралійські частини, на Західний Іріан і прилеглі до нього острови — американські). В жовтні британці фактично взяли під контроль Джакарту, свого апогею конфлікт досяг в листопаді, коли під час багатоденного штурму Сурабаї британцями загинуло щонайменше 20 тисяч індонезійців. Одночасно у деяких регіонах відбулись зіткнення з японськими частинами, які не бажали здавати зброю індонезійцям.
Паралельно тривало формування політичних структур Республіки. Відмовившись під тиском свої опонентів від побудови президентської республіки з однопартійною системою, Сукарно пішов на суттєву лібералізацію державної моделі. На початку 1946 року було створено 10 політичних партій, також була заснована посада прем'єр міністра (цю посаду обійняв соціаліст Сутан Шарір), якому підпорядковувався уряд, за рахунок чого президентські повноваження були суттєво урізані.
У січні 1946 року розпочались зіткнення з голландцями, які повернулися у колишню колонію — Гаага відмовилася визнавати незалежність країни і повела курс на встановлення на нею свого суверенітету. У січні столиця Республіки були тимчасово перенесена до Джок'якарти, оскільки контроль над Джакартою перейшов від британців, які почали евакуацію, до нідерландської адміністрації. На Яві і Суматрі військові дії розгорнулися дуже інтенсивно, водночас інші острови Індонезії, де влада Республіки фактично не була встановлена, голландцям вдалося зайняти з мінімальними труднощами.
Після бойових дій, що тривали десять місяців і виснажили обидві сторони, за британського посередництва 12 листопада 1946 року була підписана Лінгаджатська угода, за якою Нідерланди де-факто визнавали суверенітет Республіки Індонезії в межах Яви, Суматри і Мадури. На решті територій колишньої колонії передбачалося створення за підтримки Гааги низки квазі-держав, які разом з Республікою Індонезією мали сформувати Сполучені Штати Індонезії, СШІ (індонез. Republik Indonesia Serikat, RIS) — федеративне утворення, яке, маючи державний суверенітет, повинно було знаходитись у певній унії з Нідерландами.
Однак в червні 1947 року голландські війська знову вторглися на Яву і Суматру під приводом порушення індонезійцями умов перемир'я. Протягом декількох тижнів їм вдалося окупувати майже всю територію Республіки, і війна з боку індонезійців набула в основному партизанського характеру. Активна політична підтримка Індонезії Радянським Союзом і низкою інших держав призвела до втручання у конфлікт ООН, за її посередництва 17 січня 1948 року була підписана Ренвільська угода, яка відновила основні положення Лінгаджатської угоди і при цьому урізала територію Республіки Індонезії: до неї відходила лише приблизно половина Яви (два не пов'язаних між собою анклави на заході і сході острова) і більша частина Суматри.
Внутрішня ситуація в Республіці була дуже нестабільною через важку соціальну обстановку, а також через гостре протиборство різних політичних сил. У 1947—1948 роках кілька разів змінювався або істотно переформатовувався уряд. У вересні — листопаді КПІ і ряд союзних до неї організацій підняли озброєний бунт в Мадіуні, жорстко придушений урядовими військами.
В грудні 1948 року Ренвільську угоду було зірвано: голландці відновили бойові дії, захопивши Джок'якарту і взявши у полон Сукарно і Хатту (столиця Республіки була перенесена до Букіттінгі). Паралельно на підконтрольних Нідерландам територіях створювалися нові держави, влада яких була цілковито лояльна до колишньої метрополії.
Після втручання ООН сторони повернулися до переговорів. У травні було досягнуте перемир'я, за його умовами голландські війська залишили Джок'якарту, яка після повернення туди звільнених Сукарно і Хатти знову набула столичного статусу. За результатами Конференції круглого столу, яка відбулась у серпні — листопаді 1949 року, було проголошено створення Сполучених Штатів Індонезії зі столицею в Джакарті в складі 16 держав, у тому числі Республіки Індонезії, в межах, визначених Ренвільскою угодою. Гаага при цьому зберігала свій контроль над Західним Іріаном. В грудні Сукарно був обраний президентом, Хатта — віце-президентом СШІ, обов'язки президента Республіки Індонезії, столиця якої залишалася у Джок'якарті, були передані Ассаату.
Існування СШІ виявилося нетривалим. В лютому 1950 року, після невдалої спроби захоплення Джакарти збройним формуванням «Армія справедливого царя» з території західнояванського штату Пасундан, останній був приєднаний до Республіки Індонезії. Протягом наступних місяців практично всі штати добровільно або після нетривалих військових зіткнень увійшли до складу Республіки. 17 серпня 1950 року в Джакарті Республіка Індонезія була знову проголошена унітарною державою, що включала в свою територію основну частину колишньої Нідерландської Ост-Індії (приєднання південної частини Молуккських островів до Республіки було завершено в жовтні, під контролем голландців залишалася західна частина острова Нова Гвінея). Президентом держави був обраний Сукарно.

### Період «Ліберальної демократії» (1950—1957)

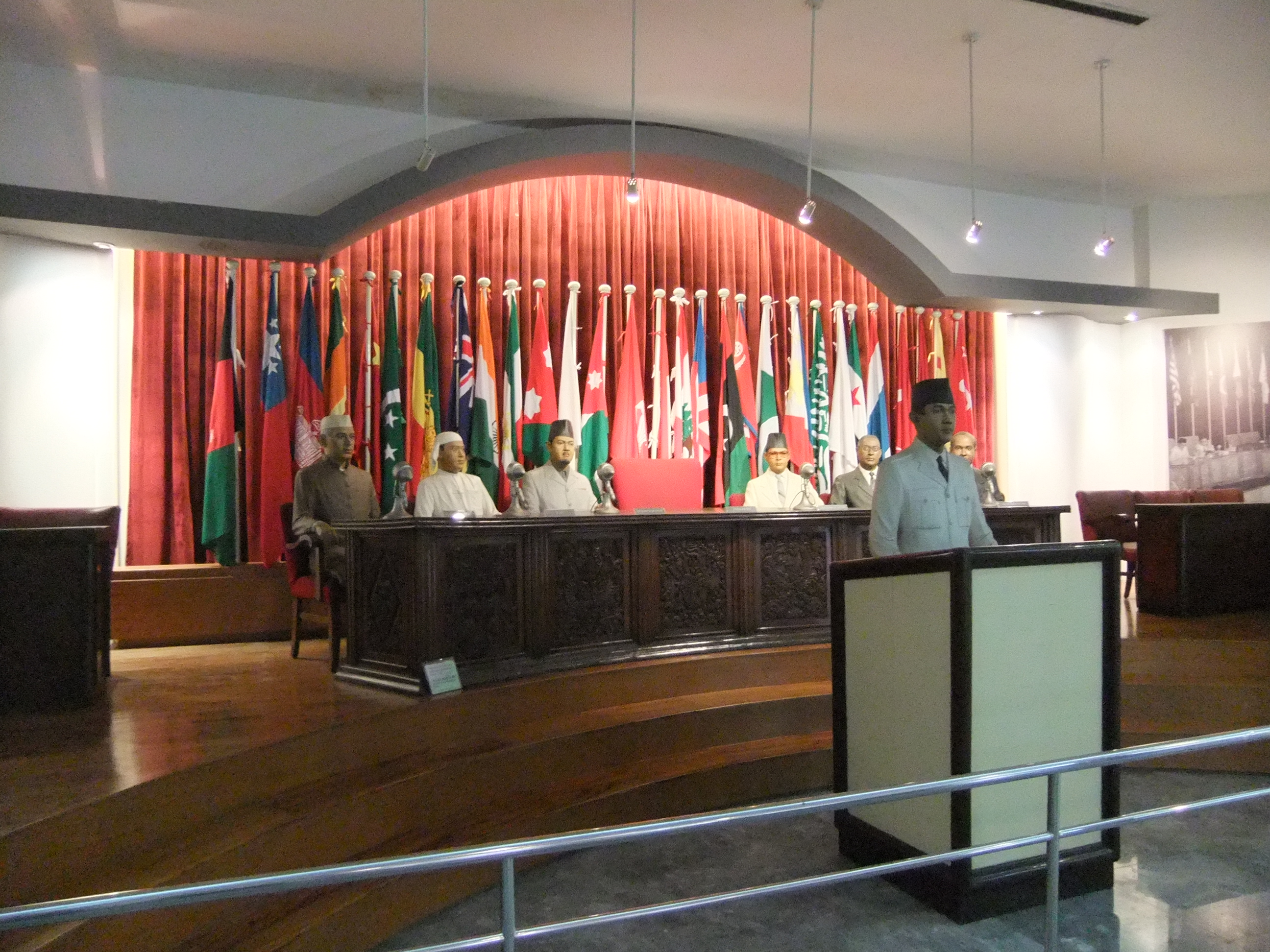
Виступ Сукарно на відкритті Конференції країн Азії і Африки в Бандунзі 18 квітня 1955 року. Реконструкція з використанням воскових фігур в бандунзькому музеї Конференції

Відтворена Республіка Індонезія успадкувала політичну ситуацію, яка сформувалася в роки боротьби за незалежність і характеризувалася насамперед яскраво вираженою багатопартійністю і зростанням активності законодавчих органів влади. Прийнята під тиском найбільших партій в серпні 1950 року, тимчасова конституція, що замінила основний закон 1945 року, передбачала перетворення Індонезії з президентської на парламентську республіку. Повноваження голови держави кардинально звужувалися, істотно зростала роль прем'єр-міністра і парламенту — Ради народних представників (РНП). Після подібних політичних перетворень наступний період розвитку Індонезії (до лютого 1957) отримав назву «Ліберальної демократії» (індонез. Demokrasi Liberal).
Для цього періоду був характерний невисокий рівень політичної стабільності, зумовлений як гостротою соціально-економічних проблем, так і досить конфліктними відносинами між різними політичними силами. Уряди були досить різнорідними за складом і, як правило, недовговічними, а активна і незалежна діяльність РНП нерідко вступала в протиріччя з інтересами виконавчої влади. Найбільш серйозна колізія сталася восени 1952 року, коли індонезійське військове керівництво відмовилося виконувати рішення парламенту про скорочення національних збройних сил. Вимоги РНП про відставку вищого генералітету та реорганізацію Міністерства оборони призвели до так званого «інциденту 17 жовтня 1952» — масовим антипарламентським виступам, в яких взяли участь не тільки військові, а й значна кількість цивільного населення, яка їх підтримувала. Конфлікт вдалося врегулювати лише завдяки особистому втручанню Сукарно, який закликав військових до порядку і домігся від парламентарів суттєвого коригування програми скорочення армії.
З середини 1950-х років президент Сукарно у все більше схилявся до впровадження соціалістичних методів управління економікою і поступового політичного зближення з Радянським Союзом, що, у свою чергу, викликало різке неприйняття правих і мусульманських партій. Одночасно проводився зовнішньополітичний курс, спрямований на затвердження лідерства Індонезії серед країн. Найважливішим кроком у цьому напрямку стало проведення у квітні 1955 року в Бандунзі Конференції країн Азії та Африки, яка значно посприяла зростанню міжнародного авторитету Джакарти.
У вересні 1955 року в країні пройшли перші загальні парламентські вибори, за підсумками яких до складу РНП увійшли представники 28 партій (раніше він був укомплектований представниками, які призначалися президентом ЦНКІ і делегатами штатів скасованих СШІ). Найбільші фракції були сформовані мусульманськими Машумі і Нахдатул Улама, сукарнівською Національною партією Індонезії і Компартією. Оновлений парламент виявився ще більш схильним до проведення самостійної лінії в державних справах і, відповідно, до пікірування з президентом. В грудні 1955 року відбулися вибори до Установчих зборів (індонез. Dewan Konstituante) — органу, якому належало розробити та прийняти нову, постійну конституцію країни, — що завершилися формуванням цієї структури з партійним розкладом, аналогічним РНП.
Внутрішньополітична нестабільність посилювалася активізацією діяльності збройних антиурядових угруповань — насамперед, ісламістських формувань «Даруль Іслам», що діяли на Яві, Суматрі і Сулавесі, а також наростанням сепаратистських рухів у різних регіонах.
В лютому 1957 року в умовах гострої політичної кризи, викликаної протистоянням між президентом і РНП, Сукарно за підтримки військових, оприлюднив доктрину «Насаком», що передбачала, зокрема, фактичну відмову від парламентаризму, і оголосив про перехід країни до так званої «Скеровуваної демократії» (індонез. Demokrasi Terpimpin).

### Період «Керованої демократії» (1957—1965)
Перехід до «Керованої демократії» виразився насамперед у розширенні президентських повноважень при істотному обмеженні ролі органів законодавчої влади. РНП спочатку не був розпущений формально, проте його діяльність виявилася практично призупиненою в умовах оголошеного в березні 1957 року воєнного стану. Сукарно мотивував цей крок необхідністю не тільки подолання політичної кризи, а й придушення антиурядових і сепаратистських рухів, що активізувалися і до цього часу контролювали понад 15 % території країни. На початку 1957 року з-під влади центру практично повністю вийшли Сулавесі і Суматра. На першому з цих островів діяла організація «Перместа», що вимагала надання широкої регіональної автономії, на другому — Революційний уряд Республіки Індонезії (РУРІ), який взагалі проголосив себе законною владою всієї Республіки. На бік «Пермести» і РУРІ перейшло чимало авторитетних військових і політичних діячів, сукупна чисельність їхніх збройних формувань становила не менше 130 тисяч осіб. Обидві структури користувалися підтримкою — в тому числі військовою допомогою — з боку США і низки країн Заходу, а також встановили контакти з ісламістами «Даруль Іслам», які також наростили в цей період свою активність.
Після проведення серії масштабних операцій, центральний уряд зміг до кінця 1957 року повністю розгромити сили РУРІ і відновити контроль над Суматрою. До середини 1958 року були розгромлені основні сили «Пермести» і ліквідовані багато вогнищ спротиву «Даруль Ісламу». Характерно, що у випадку з РУРІ і «Перместою» влада не обмежувалась силовими методами боротьби — багато вимог повстанців було виконано, значна частина їх лідерів і активістів була звільнена від відповідальності.
В цих умовах Сукарно за підтримки військових повів курс на відновлення конституції 1945 року, яка передбачала побудову президентської республіки. Після невдалих спроб провести це рішення через Установчі збори в липні 1959 року останні були розпущені і стара конституція була відновлена президентським декретом. Відповідно, уряд повертався під президентське підпорядкування, пост прем'єр-міністра ліквідовувався. У серпні Сукарно проголосив так званий «Політичний маніфест», який декларував будівництво самобутнього індонезійського соціалізму, «скеровуваної демократії», «скеровуваної економіки» і централізації адміністративно-територіальної системи країни. У березні 1960 року після спроби накласти вето на президентський проект держбюджету був розпущений парламент, а дві найбільших партії — Машумі і Соціалістична партія, що відмовилися визнати положення «Політичного маніфесту» були заборонені.
В серпні 1960 року Рада народних представників було відновлена, однак до її складу увійшли лише представники лояльних президентові партій і новостворені фракції військових і представників так званих «функціональних груп» (різних громадських і профспілкових організацій), які делегувалися, відповідно, командуванням збройних сил і президентом. Ще більш широке представництво представники збройних сил і пропрезидентських «функціональних груп» отримали у сформованому незабаром Народному консультативному конгресі — вищому законодавчому органі держави, що включив у себе РНП як нижню палату.

Індонезія в 1961

Зміцнення особистої влади Сукарно супроводжувалося охолодженням відносин Джакарти із Заходом і, відповідно, посиленням її зовнішньополітичного крену в бік Радянського Союзу і соціалістичного табору в цілому. Особлива напруженість виникла у відносинах з Нідерландами — Індонезія висунула претензії на територію Західного Іріану, яку колишня метрополія продовжувала утримувати в колоніальному володінні. На початку 1960-х років за активної політичної підтримки і військово-технічної допомоги з боку СРСР (Джакарті була безоплатно передана значну кількість кораблів і озброєння, в країні розміщений значний апарат радянських військових радників) Сукарно пішов на пряму військову конфронтацію з Гаагою. Після серії невеликих сутичок на морі і потужного тиску, що чинився на Нідерланди через політико-дипломатичні канали, останні погодилися поступитися Західним Іріаном: у вересні 1962 року ця територія була передана під управління ООН, а в травні 1963 року офіційно включена до складу Індонезії.
Іншим проявом антиімперіалістичної політики Сукарно стала ініційована ним 1963 року конфронтація з Малайзією — Джакарта виступила категорично проти формування Малайзії шляхом об'єднання Малайської Федерації і британських колоній на Калімантані, що звільнялися, оскільки побоювалась її перетворення на сателіта Великої Британії та провідника західного впливу в регіоні. На Суматрі і Калімантані були розгорнуті масштабні військові приготування, відкрито була надана військова допомога антибританським угрупованням, що діяли в Брунеї та інших колоніальних володіннях, мобілізовано понад 20 мільйонів добровольців для армії вторгнення (всього на потреби конфронтації йшло близько 80 % держбюджету країни). У 1964 році загони індонезійських добровольців неодноразово вторгалися на територію Сараваку й Сабаху, де вступали в бої з дислокованими там військовими частинами країн Британської співдружності, було проведено кілька невдалих десантних операцій на території континентальної Малайзії.
Характерно, що на відміну від боротьби за Західний Іріан, антималайзійська кампанія Сукарно не отримала підтримки з боку СРСР, більшої частини соцтабору і неприєднаних держав. На роль головного зовнішньополітичного союзника Джакарти на цьому етапі висунувся Пекін. В січні 1965 року після обрання новоствореної Малайзії до складу Генасамблеї ООН Сукарно оголосив про вихід Індонезії з Організації Об'єднаних Націй та наміри створення спільно з КНР, яка не перебувала в цей період в ООН, нової міжнародної глобальної організації, яка б об'єднала «нові сили людства, що підіймаються».

### Державний переворот (1965)

Зразки антикомуністичної літератури, яка поширювалася у 1965 році в рамках антикомуністичної кампанії, розгорнутої військовими

Радикальний антиімперіалістичний курс зовнішньої політики Сукарно і його соціалістичний ухил у внутрішньополітичних і економічних справах активно підтримувалися Комуністичною партією Індонезії та іншими лівими силами, які в цей період значно посилили свій вплив. Водночас вони викликали різке відторгнення з боку правих партій і значної частини військових. Подібна ситуація призвела на початку 1965 року до нагнітання найгострішої політичної кризи, в умовах якої сили з протилежних боків звинувачували один одного у намірах узурпації влади. При цьому верхівка збройних сил і спецслужб виявилася розколотою за ідеологічним принципом: командування сухопутних військ підтримувало праві політичні сили, а в зовнішньополітичному плані досить чітко орієнтувалося на США, натомість командування ВПС і президентської охорони, все ще перебуваючи під істотним радянським впливом, в значній мірі схилялися до співпраці з КПІ.
Кульмінацією протистояння стала спроба державного перевороту, вчинена Рухом 30 вересня — групою активістів КПІ, низки лівих організацій і офіцерів президентської охорони: під приводом захисту Сукарно від нібито запланованого військового путчу ними була захоплена і вбита велика частина вищого генералітету сухопутних військ. Не домігшись відкритої підтримки своїх дій з боку президента, що зайняв вичікувальну позицію, заколотники оголосили про перехід всієї повноти влади в країні до сформованої ними Революційної ради на чолі з підполковником Унтунгом. Нечисленні вірні раді частини взяли під контроль президентський палац, окремі райони Джакарти і головну базу ВПС, однак проти них виступили мобілізовані генерал-майором Сухарто великі сили сухопутних військ, яким протягом двох діб вдалося придушити виступ заколотників. Протягом декількох тижнів були ліквідовані осередки опору прибічників Руху 30 вересня в різних районах Яви.
У підсумку угрупованню військових під керівництвом Сухарто вдалося здійснити контрпереворот: після придушення Руху 30 вересня, вони фактично взяли Сукарно під свій контроль і розпочали поступову узурпацію державної влади. В середині жовтня Сухарто, що обійняв посаду головкому сухопутних військ, заснував Оперативне командування з відновлення безпеки і порядку — Копкамтіб (індонез. Komando Operasi Pemulihan Keamanan dan Ketertiban, Kopkamtib), що отримало фактично необмежені розшукові і каральні повноваження. Становлення нового режиму супроводжувалося жорстким придушенням політичних супротивників армії, насамперед компартії і союзних до неї організацій: проти них була розгорнута масштабна кампанія терору. В результаті репресій і масових позасудових вбивств інакодумців, які тривали більше двох років, загинуло, за різними даними, від 500 тисяч до 2 мільйонів осіб, щонайменше 600 тисяч було ув'язнено.

### Період «Нового порядку» (1965—1998)

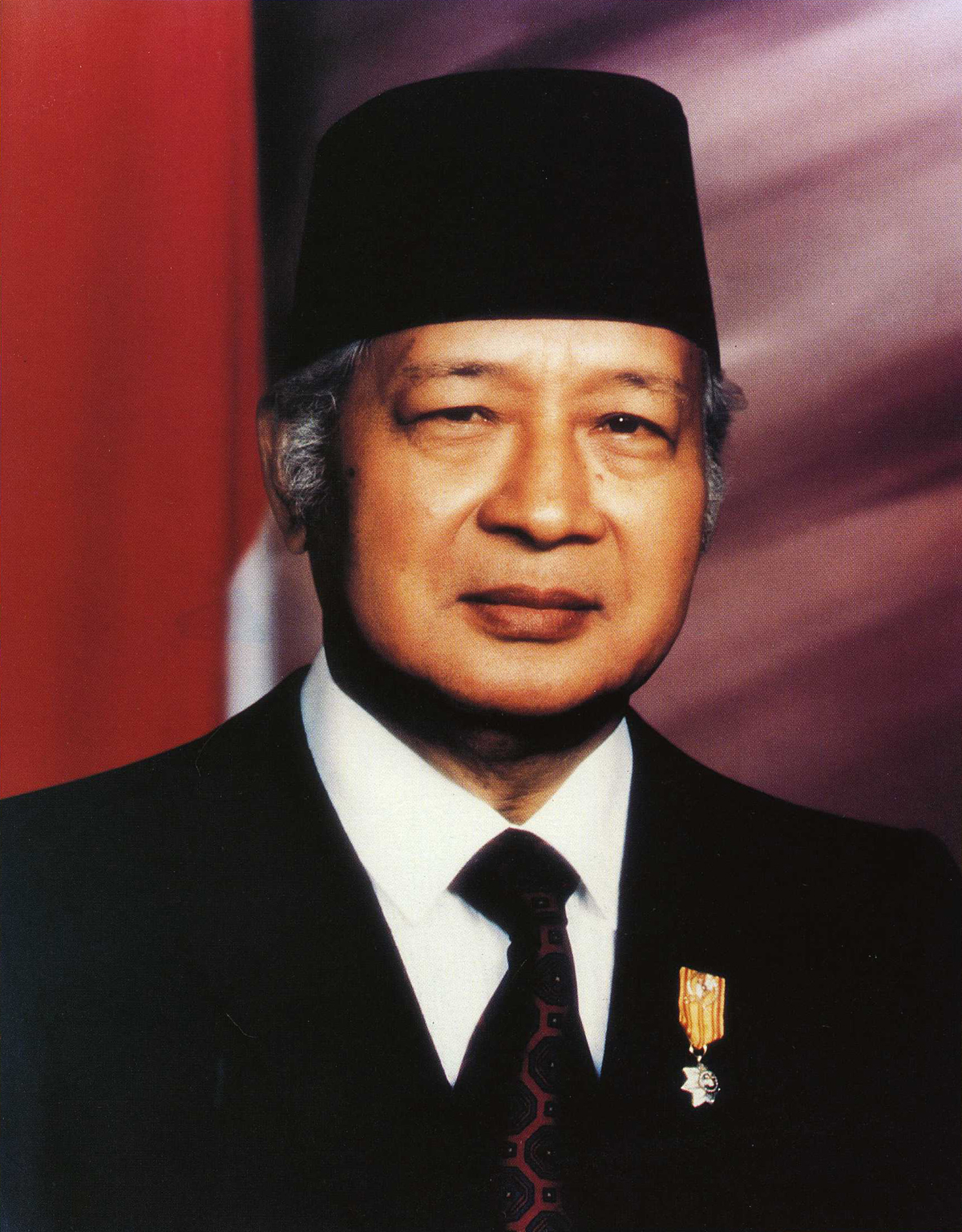
Сухарто — президент Індонезії у 1968—1998 роках. Фотографія 1993 року

Епоха, що розпочалася після придушення перевороту 30 вересня 1965 року, отримала офіційну назву «Нового порядку». Відсторонення від влади президента Сукарно відбувалося поетапно. 11 березня 1966 року під тиском військових ним був підписаний указ, за яким Сухарто надавалося право вживати від імені президента будь-яких заходів, необхідних для підтримки безпеки і порядку в країні. У рамках цих повноважень Сухарто, зокрема, забезпечив законодавчу заборону на діяльність компартії, домігся формування уряду, половину членів якого складали військові. 12 березня 1967 року надзвичайна сесія Народного консультативного конгресу остаточно усунула Сукарно від влади (при цьому він був позбавлений права займатися політичною діяльністю і був посаджений під домашній арешт), призначивши Сухарто виконуючим обов'язки президента. 27 березня 1968 року ще одна позачергова сесія НКК обрала Сухарто президентом Індонезії.
Уряд Сухарто, спираючись на військових і праві політичні сили, взяв курс на активізацію перетворень, які вже намітилися у всіх сферах державного життя. У короткі терміни в країні була вибудувана жорстка вертикаль виконавчої влади, ключову роль в якій відігравала армія, офіційно наділена «соціально-політичною функцією»: військові займали більшу частину урядових посад і посад в місцевих органах влади. При цьому роль органів законодавчої влади була істотно зменшена.
Антикомунізм був зафіксований на рівні державної політики. Політичне інакомислення жорстко обмежувалося: була проведена кардинальна чистка державного апарату від осіб, які хоча б трохи були причетні до діяльності компартії, накладені істотні обмеження на громадянські права і свободи, посилений контроль за діяльністю політичних партій та громадських об'єднань. Як власну «політичну надбудову» військові та близькі їм праві цивільні сили використовували організацію Голкар, яка об'єднувала значну частину лояльних до виконавчої влади громадських організацій, — з 1964 року вона була значно укрупнена і перетворена на політичний блок, допущений до участі в парламентських виборах. При цьому за новим законодавством до складу Ради народних представників, Народного консультативного конгресу і місцевих законодавчих органів усіх рівнів вводилися фракції збройних сил, члени яких призначалися президентом чи, відповідно, губернатором.
Кардинально переглянута була й економічна політика: відмовившись від соціалістичних методів господарювання, що активно впроваджувалися за Сукарно, уряд Сухарто повів курс на прискорений розвиток в країні ринкових механізмів при забезпеченні активної економічної ролі держави. При цьому важливим економічним гравцем ставала і сама армія, якій в законодавчому порядку було надано право господарської діяльності як на організаційному, так і на індивідуальному рівні: власниками комерційних підприємств могли бути не тільки оборонне відомство, окремі види збройних сил, їх з'єднання і частини, але також представники генералітету та офіцерського корпусу.
Не менш різкий поворот відбувся в зовнішній політиці Індонезії: ще до формального приходу до влади Сухарто була взята лінія на всебічне зближення з США і Заходом у цілому, що, природно, супроводжувалося різким охолодженням відносин з СРСР і більшістю соцкраїн, зокрема, з Китаєм. Останній, звинувачений в підбурюванні КПІ до державного перевороту, був оголошений головним зовнішньополітичним противником Джакарти, дипломатичні відносини і практичні зв'язки з ним були розірвані. Одночасно нова влада в найкоротші терміни добилася нормалізації відносин з Малайзією та іншими країнами-сусідами, а також активного підключення Індонезії до процесів регіональної інтеграції. В результаті в серпні 1967 року за ініціативної ролі Джакарти була створена Асоціація держав Південно-Східної Азії (АСЕАН).
За доволі короткі терміни режиму «Нового порядку» вдалося домогтися високого рівня соціально-політичної стабільності та керованості державною системою при формальному збереженні обмеженого політичного плюралізму і, зокрема, багатопартійності. На парламентських виборах, що проводилися, починаючи з 1971 року, раз на п'ять років, абсолютну більшість голосів виборців незмінно отримував блок Голкар, який відігравав роль «партії влади» і послідовно підтримував президентський курс. У 1974 році було зроблене примусове злиття політичних партій: всі партії мусульманського напряму були об'єднані в Партію єдності та розвитку (ПЕР), всі партії світської і християнської орієнтації — у Демократичну партію Індонезії (ДПІ). Обидві новостворені партії формально залишалися в опозиції Голкар, проте їх діяльність жорстко контролювалася виконавчою владою.
В грудні 1975 року індонезійські війська захопили Східний Тимор, який незадовго до того проголосив незалежність від Португалії. У липні 1976 року він був офіційно включений до складу Індонезії в статусі провінції. Серйозний опір прибічників незалежності Східного Тимору, які розгорнули масштабну партизанську війну вимагав від індонезійських військових серйозних зусиль для утримання цієї території під контролем. Іншими проблемними регіонами були провінція Іріан Джая, створена у 1969 році на території Західного Іріану, і особливий адміністративний округ Ачех: там з середини 1970-х років доводилося вести боротьбу з досить активними сепаратистськими рухами — відповідно, Організацією «Вільне Папуа» і Рухом за вільний Ачех.

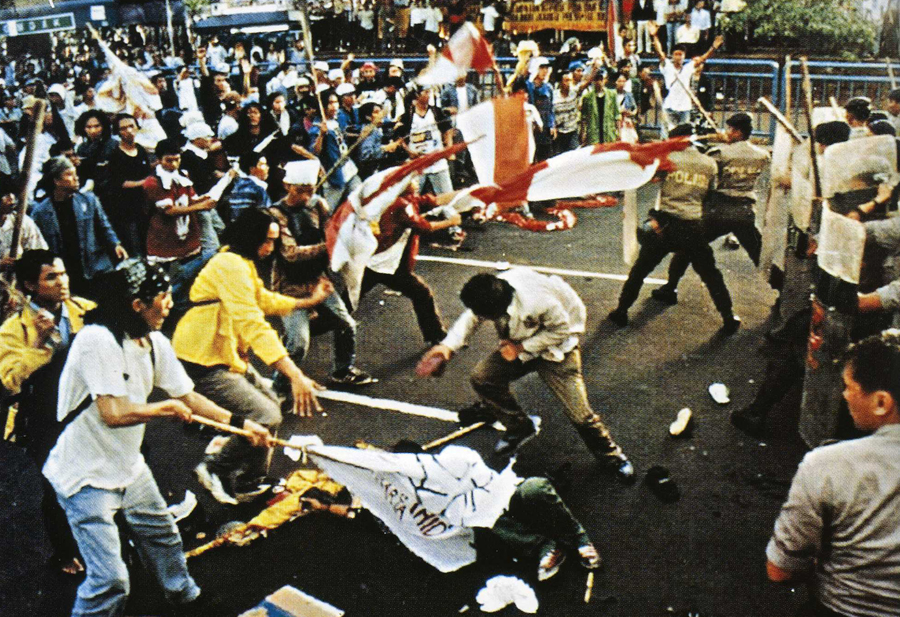
Студентські заворушення в Джакарті в травні 1998 року

Економічна політика «Нового порядку» виявилася досить ефективною. До середини 1980-х років країні вдалося залучити великі потоки іноземних інвестицій, розвинути багато сучасних галузей промисловості та сфери обслуговування, суттєво модернізувати сільське господарство, вибудувати стійку кредитно-фінансову систему. У 1990-ті роки Індонезія увійшла до числа країн Азії, що найбільш динамічно розвиваються. Економічне зростання супроводжувалося значним вдосконаленням інфраструктури, систем охорони здоров'я та освіти і, в цілому, якісним підвищенням середнього рівня життя населення.
В умовах зростання соціального благополуччя тоталітарні методи державного управління, обмеження політичних прав і свобод, що практикувалися урядом Сухарто, не викликали скільки-небудь масштабного невдоволення. Ступінь політичного конформізму широких верств населення була досить високою, прояви громадянського протесту мали, як правило, локальний характер і швидко нейтралізувалися. Найбільш значним з них у цей період став виступ радикально налаштованих мусульман в районі джакартського порту Танджунг-Пріок у вересні 1984 року, жорстко придушений із застосуванням військової сили.
Кардинальні зміни спричинила азійська фінансово-економічна криза 1997—1998 років, яка вкрай болісно позначилася на економіці Індонезії. Колапс цілих галузей економіки, різке зниження доходів широких верств населення призвели до загострення соціальної напруженості, масового невдоволення політикою уряду, ескалації етноконфесійного екстремізму. У короткі терміни сформувався активний антиурядовий рух, кістяком якого стали студентські та молодіжні організації. При цьому велика частина протестних акцій проходила не під економічними, а під політичними гаслами. Особливе відторгнення викликали підсумки з'їзду НКК в березні 1998 року: вищий законодавчий орган країни вшосте переобрав Сухарто на пост президента і затвердив п'ятирічний курс державної політики, що не передбачав навіть косметичних суспільно-політичних перетворень.
Ситуація увійшла в критичну фазу після розстрілу студентської демонстрації в Джакарті 12 травня 1998 року і спричинених ним масових заворушень, що охопили значну частину індонезійської столиці і в ході яких загинуло понад 1200 осіб. Після невдалих спроб формування підконтрольних уряду структур, здатних розробити компромісний варіант політичних перетворень, 21 травня 1998 року президент Сухарто оголосив про свою відставку. Головою держави був призначений віце-президент Б. Ю. Хабібі.

### Постсухартівський період (1998— теперішній час)

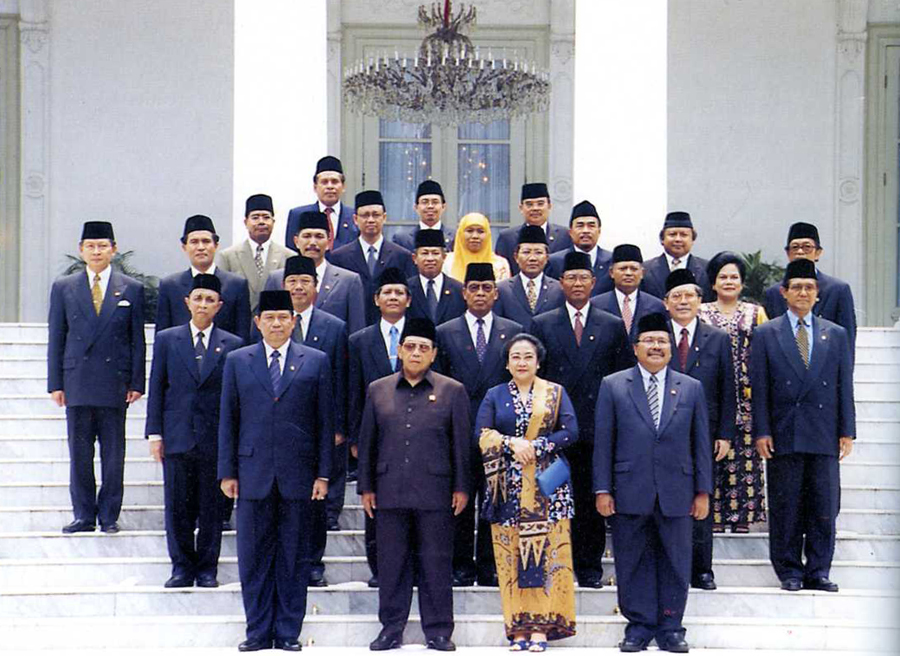
Президент Абдуррахман Вахід і віце-президент Мегаваті Сукарнопутрі на чолі сформованого ними уряду. Жовтень 2000 року

Сформований Хабібі уряд розгорнув програму широких політичних перетворень, ключовим етапом якої стала лібералізація партійної системи і виборчого законодавства: у короткі строки в країні були створені десятки політичних партій, які отримали можливість боротися за місця в РНП. Одночасно під сильним міжнародним тиском Джакарта була вимушена погодитися на проведення у серпні 1999 року референдуму про самовизначення Східного Тимору, під час якого абсолютна більшість жителів цієї території висловилась на користь незалежності. Процес суверенізації Східного Тимору проходив під контролем ООН і завершився у травні 2002 року.
За підсумками парламентських виборів, що відбулись в червні 1999 року, представництво в РНП отримала 21 партія, найбільшу фракцію сформувала опозиційна Демократична партія боротьби Індонезії на чолі з дочкою Сукарно Мегаваті Сукарнопутрі. 20-23 жовтня 1999 року на сесії НКК президентом країни був обраний Абдуррахман Вахід, багаторічний керівник найбільшої мусульманської громадської організації країни Нахдатул Улама, лідер помірно-мусульманської Партії національного пробудження. Мегаваті Сукарнопутрі, номінація якої на пост голови держави відкидалася мусульманськими партіями, була обрана віце-президентом.
За час президентства Вахіда вдалося вирішити певну частину соціально-економічних проблем, активізувати міжнародні зв'язки Джакарти, знизити рівень напруги в Аче та Іріан Джаї за рахунок розширення автономії цієї території. Однак політична обстановка в країні залишалася досить складною: практично одразу позначилася тенденція до протистояння між головою держави, який прагнув до максимальної келійності ухвалення важливих державних рішень, і парламентом. Зусилля Вахіда щодо зниження ролі законодавців призвели до того, що поступово до активного опонування президентові в РНП підключилася навіть більшість його колишніх прибічників.

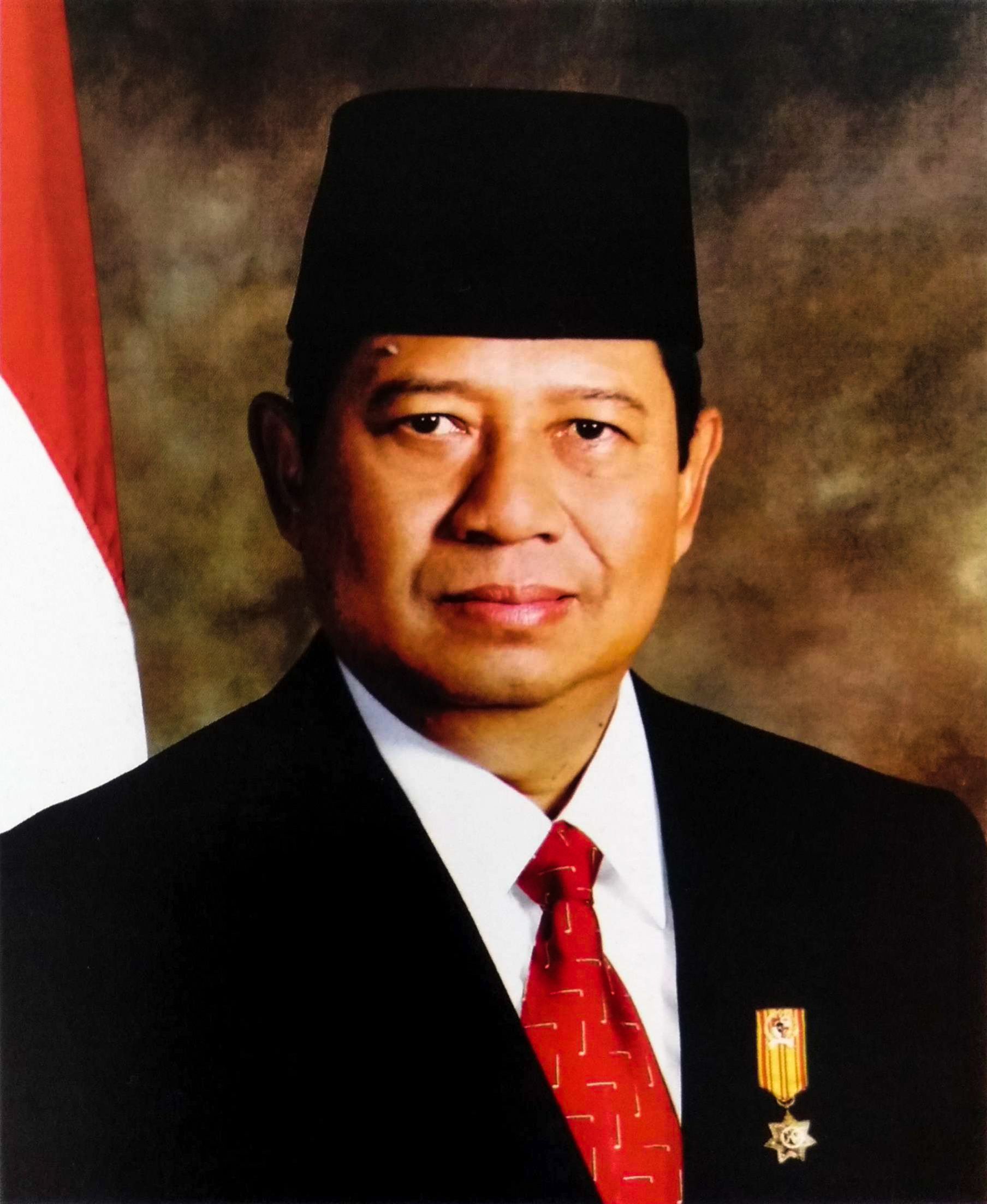
Сусіло Бамбанг Юдойоно, президент Індонезії з 2004 року до теперішнього часу. Фотографія 2004 року

Протистояння РНП з президентом стало головною складовою державного розвитку Індонезії впродовж півтора років і завершилося гострою політичною кризою в червні — липні 2001 року. 21 липня парламентарями було ініційоване скликання позачергової сесії НКК для розгляду питання про винесення вотуму недовіри президенту. 22 липня Вахід оголосив про введення в країні надзвичайного стану і віддав наказ збройним силам про недопущення проведення сесії НКК; військовики відкрито встали на бік парламентарів і проігнорували наказ президента. 23 липня НКК ухвалив рішення про відставку Вахіда і передачу повноважень голови держави віце-президенту Мегаваті Сукарнопутрі.
Уряд Мегаваті Сукарнопутрі продовжив курс, спрямований на оздоровлення соціально-економічної обстановки, врегулювання і планомірну лібералізацію політичного життя країни, забезпечення її територіальної цілісності. Зокрема, відповідно до оновленого законодавства, в країні вводилися прямі президентські вибори, був завершений процес поетапного демонтажу «соціально-політичної функції» збройних сил. Крім того, було вжито заходів з розширення повноважень регіонів: з цією метою, зокрема, принциповому реформуванню був підданий вищий законодавчий орган країни — Народний консультативний конгрес. Якщо раніше до складу НКК, крім депутатів Ради народних представників, входили представники місцевих законодавчих органів влади, різних громадських організацій, а також політичних партій і збройних сил пропорційно присутності депутатів останніх у РНП, і при цьому їх сукупність не була самостійним політичним інститутом, то 2004 року як верхня палата НКК була заснована Рада представників регіонів (індонез. Dewan Perwakilan Daerah) у складі делегатів від провінцій і прирівняних до них територіальних одиниць (по 4 представники від кожної).
При цьому залишались гострими етноконфесійні протиріччя в різних регіонах країни, активну діяльність розгорнули радикальні ісламістські угруповання. У цей період були здійснені найбільш масштабні в сучасній індонезійської історії терористичні акти, найбільш кровопролитними з яких були вибухи на острові Балі в жовтні 2002 року.
За підсумками перших в історії Індонезії прямих президентських виборів, які пройшли у два тури в липні і вересні 2004 року, переконливу перемогу здобув Сусіло Бамбанг Юдойоно — відставний армійський генерал, який займав різні посади в урядах Вахіда і Мегаваті Сукарнопутрі, творець і лідер Демократичної партії. Віце-президентом, обраним в парі з главою держави, став голова Голкар Юсуф Калла.
Уряд Юдойоно домігся значних успіхів у врегулюванні етноконфесійних проблем. Найважливішим досягненням у цьому контексті стало укладення за посередництва Євросоюзу в серпні 2005 року мирної угоди з найбільш потужною з сепаратистських структур — Рухом за вільний Ачех (РСА), що поклало кінець більш ніж тридцятирічному конфлікту на півночі Суматри. Характерно, що надалі умов угоди чітко дотримувалися як центральний уряд, так і РСА, що сприяло значному оздоровленню обстановки в цьому регіоні.
У другій половині 2000-х років суттєвий прогрес був досягнутий в економічному напрямку: значною мірою була відновлена інвестиційна привабливість країни і стійкість основних промислових і комерційних галузей. Країна доволі благополучно пережила Світову фінансово-економічну кризу 2008—2009 років, її основні макроекономічні показники знизилися незначно і досить швидко повернулися до докризового рівня після чого відновилася позитивна динаміка. Розширилися і активізувалися міжнародні зв'язки Джакарти, зміцнилися її позиції в рамках регіональних інтеграційних структур.
На чергових президентських виборах 8 липня 2009 року Сусіло Бамбанг Юдхойоно був переобраний на посаду голови держави. Новим віце-президентом став безпартійний економіст Будіоно, який до того обіймав низку урядових посад. Сформований у жовтні 2009 року уряд в цілому продовжує політику, характерну для періоду першого президентства Юдойоно.